# Abner Haynes
Abner Haynes (Denton, 19 settembre 1937 – Dallas, 18 luglio 2024) è stato un giocatore di football americano statunitense che militò nel ruolo di running back nella American Football League (AFL).

## Carriera
Anche se fu scelto nel corso del quinto giro del Draft NFL 1960 (55º assoluto) del Draft NFL 1960 dai Pittsburgh Steelers, Haynes scelse di giocare per i Dallas Texans, firmando il suo contratto sotto i pali del Kidd Field dopo il Sun Bowl 1959. Haynes guidò la NFL in corse tentate, yard corse e touchdown su corsa nella sua prima stagione. Il padre di Haynes, un ministro, avvisò il figlio di giocare nella AFL dopo che Buddy Parker e Bobby Layne degli Steelers si presentarono ubriachi a casa di Haynes.
Haynes aiutò a rendere popolare la AFL nel 1960, quando vinse il titolo di miglior giocatore della stagione e di rookie dell'anno, guidando la lega con 875 yard corse e guidando i Texans in ricezioni, ritorni di punt, e ritorni di kickoff. Haynes trascorse tre anni a Dallas e altri due con la stessa franchigia che divenne poi i Kansas City Chiefs. I Chiefs e i North Texas Eagles ritirarono entrambi il suo numero 28 per i suoi traguardi raggiunti.
Haynes, dotato di una notevole velocità in campo aperto, fu regolarmente tra i migliori dieci corridori della AFL (terzo di tutti i tempi), e stabilì i record della lega con 5 touchdown in una partita, 19 in una stagione nel 1961 e 46 in carriera. Collezionò dieci record di franchigia dei Texans/Chiefs, inclusi punti in una partita (30), touchdown in una partita (5) e yard totali in carriera (8,442). Fu l'arma più versatile e pericolosa dell'allenatore Hank Stram nel periodo 1960–1962, totalizzando 43 touchdown e 4,472 tra yard corse e ricevute. Nel 1962 contribuì alla vittoria del campionato sui bicampioni in carica degli Houston Oilers dopo un doppio tempo supplementare. All'epoca si trattò della più lunga partita di football mai giocata. In quella sfida, segnò un touchdown su ricezione su passaggio da 28 yard del quarterback Len Dawson e su una corsa da 2 yard.

## Palmarès

### Franchigia
- Campionati AFL : 1

Dallas Texans: 1962

### Individuale
- MVP della AFL: 1

1960
- AFL All-Star: 2

1960–1962, 1964
- First-team All-AFL: 3

1960–1962
- Second-team All-AFL: 1

1964
- Formazione ideale di tutti i tempi della AFL
- AFL Rookie of the Year - 1960
- Leader della AFL in touchdown su corsa: 3

1960–1962
- Leader della AFL in yard corse: 1

1960
- AFL Comeback Player of the Year: 1

1964
- Kansas City Chiefs Hall of Fame
- Numero 28 ritirato dai Kansas City Chiefs